# 铠蟹
铠蟹（学名：Banareia banareias）为扇蟹科铠蟹属的动物。分布于夏威夷及所罗门群岛以及中国大陆的西沙群岛等地，生活环境为海水，主要生活于珊瑚礁浅水中。